# Pete Sykaras
Panagiotis "Pete" Sykaras (5 de Maio de 1979 – Niles, Illinois) é um jogador de baseball grego que  competiu os Jogos Olímpicos de Verão de 2004.